# Türbe Gül Baby

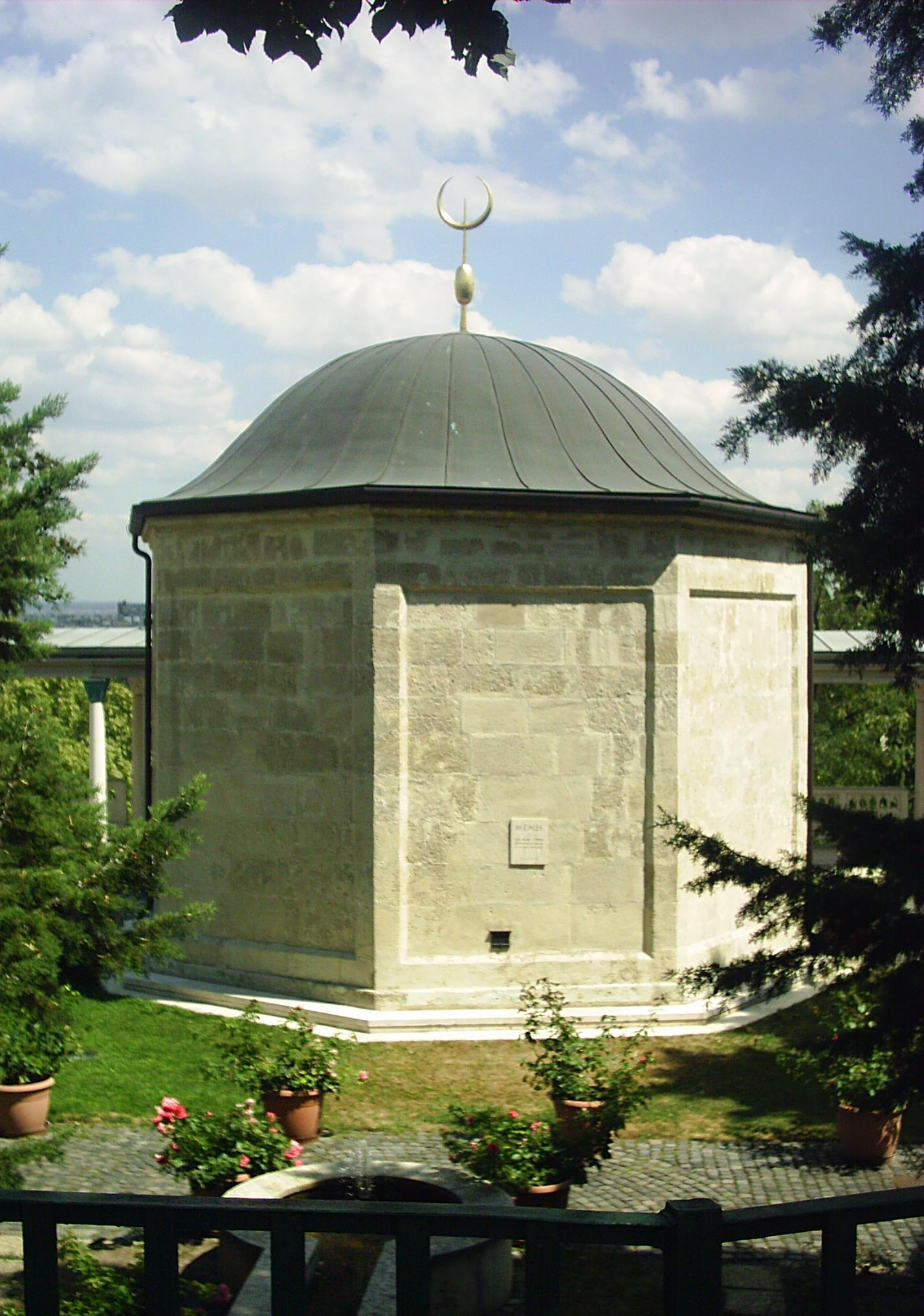
Türbe Gül Baby w Budapeszcie

Türbe Gül Baby – wybudowane w XVI w. türbe, czyli tureckie mauzoleum w budapesztańskiej dzielnicy Rózsadomb (Różane wzgórze) blisko budzińskiego przyczółka mostu Małgorzaty.

## Historia
Gül Baba (Ojciec Róż) był bektaszyckim derwiszem, a więc walczącym muzułmańskim zakonnikiem, który w 1541 r. przybył do Budy wraz tureckimi wojskami okupacyjnymi. Zgodnie z legendą zmarł 2 września 1541 r. w czasie uroczystości dziękczynnych za zdobycie miasta. Ku jego czci zorganizowano uroczysty pogrzeb, w którym wziął udział sam sułtan Sulejman Wspaniały i, według legendy, dołączył nawet do niosących trumnę. Türbe, wzniesione nad grobem Gül Baby w latach 1543–1548, wybudował Mehmed Jahjapasazade, trzeci budziński pasza. Od tej pory stało się miejscem pielgrzymek wyznawców islamu i ulubionym celem tureckich turystów.
Budynek został wybudowany na solidnie postawionym kamiennym fundamencie, na planie ośmiokąta i przykryty kopułą. Do budowy użyto kamienia ciosanego.
Front budynku jest prosty, na każdej ścianie jest płycina, a na co drugiej znajduje się okno. Wejście jest od wschodu. Otwór drzwiowy obramowany jest węgarami z piaskowca, a od góry zamknięty łukiem odcinkowym, natomiast pierwotnie był to łuk w ośli grzbiet. Wewnętrzną ścianę wzniesiono z nieregularnych kawałków piaskowca, a jedynym architektonicznym elementem ozdobnym był szereg łuków w ośli grzbiet wykonanych z cegły. Budynek przykryty jest kopułą podtrzymywaną przez pendytywy.

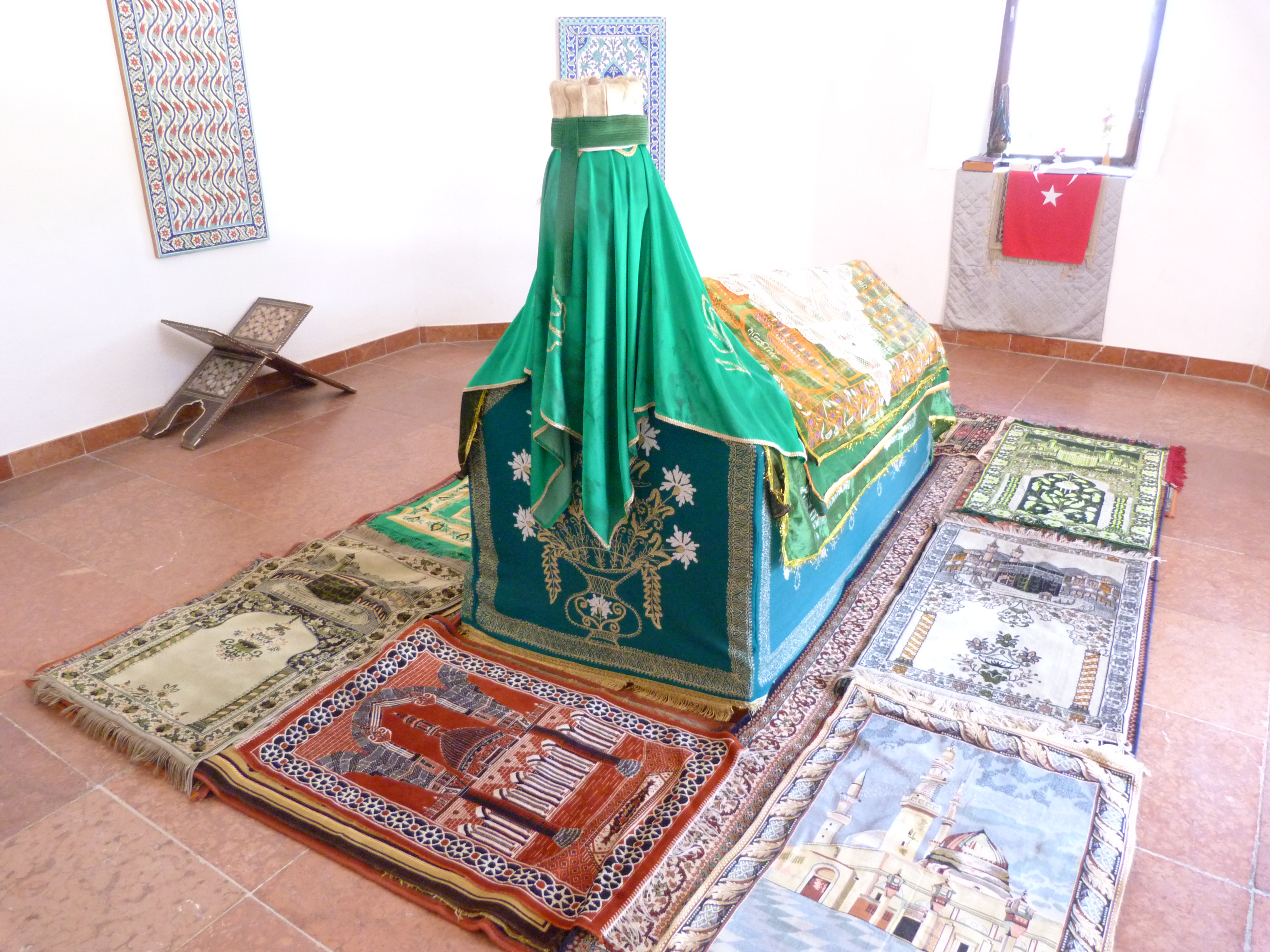
Grobowiec Gül Baby

Podłoga pokryta jest heblowanymi na gładko deskami, na których stoi ozdobiona turbanem drewniana trumna. W 1912 r. oryginalną trumnę wymieniono na nową. W XVI w. obok türbe wybudowano klasztor, znany pod nazwą Gül baba tekkeszi. Po odzyskaniu Budy w 1690 r. jezuici przebudowali je na chrześcijańską kaplicę. W tym czasie zniknęły łuki w ośli grzbiet, a w ich miejsce pojawiły się łuki pełne i koszowe. Wynikiem barokowych przeróbek stała się postawiona na kopule latarnia, którą już stamtąd usunięto. Do 1790 r. służyło za kaplicę jezuitom, a po rozwiązaniu zakonu stało się prywatnym domem mieszkalnym. Jednak już w 1822 r. mówi się o nim jako celu tureckich pielgrzymek. W 1872 r. w gazecie Vasárnapi Ujság ukazała się informacja, że „z polecenia tureckiego rządu przybył do Budy wysokiej rangi derwisz, którego zadaniem (...) były rozmowy z fachowcami na temat naprawy i ozdobienia meczetu, a potem przedstawienie rządowi kosztorysu.”. W 1885 r.
rząd turecki wraz z Lajosem Grillem odnowił türbe. Następne prace zostały przeprowadzone przed i po I wojnie światowej. W trakcie restauracji w latach 40 XX w. natrafiono na pierwotne łuki w ośli grzbiet i na fragmenty malowanych szklanych tafli z wersami Koranu. Przed II wojną światową ówczesny właściciel Lajos Wagner obudował türbe, tworząc w ten sposób nie pasujące do niego otoczenie. Obecnie widoczny stan osiągnięto w 1962 r.

## Źródła i literatura
- Gerő Győző: Buda török emlékei. (Tureckie zabytki w Budzie) Bp, Képzőművészeti Alap Kiadóvállalata, 1957.
- Budapest és a Dunakanyar (Budapeszt i Zakole Dunaju) Cartographia Kiadó, 2001, ISBN 963-353-185-3.
- Rados Jenő: Magyar építészettörténet (Historia węgierskiego budownictawa) (p. 161-168) – 1961. Bp. Műszaki K. – ETO 72 (439) 091
- Szerk. Fülep L.: A magyarországi művészet története (Historia sztuki węgierskiej) (p. 371-372) – Bp.1961. Képzőmúv. Alap K. – Kossuth Ny. 61.3465.
- Goldziher Ignác: Az iszlám kultúrája (Kultura islamu) – Gondolat K. Bp. 1981. – ISBN 963-280-607-7.
- H. Stierlin. Türkei – Architektur von Seldschuken bis Osmanen (Turcja – architektura od Seldżuków do Osmanów) – Taschen Weltarchitektur – ISBN 3-8228-7857-X.
- H. Stierlin: Iszlám művészet és építészet (Sztuka i architektura islamu) – Bp. Alexandra K. – ISBN 963-368-127-8.
- Budapeszt, strona samorządu II dzielnicy: osobliwości. masodikkerulet.hu. [zarchiwizowane z tego adresu (2008-05-07)].

## Inne informacje
- Türbe Gül Baby i ogród różany
- Türbe Gül Baby na stronie vendegvaro.hu. vendegvaro.hu. [zarchiwizowane z tego adresu (2006-06-27)].
- Wystawa w türbe Gül Baby na stronie vendegvaro.hu. vendegvaro.hu. [zarchiwizowane z tego adresu (2006-01-07)].
- Türbe Gül Baby na stronie samorządu II. dzielnicy Budapesztu. masodikkerulet.hu. [zarchiwizowane z tego adresu (2008-05-07)].
- Zdjęcie lotnicze i opis budowli